# Hugo Alexander Eisenhart
Hugo Alexander Eisenhart (* 8. Januar 1811 in Wolmirstedt; † 19. Mai 1893 in Halle an der Saale) war ein deutscher Rechtswissenschaftler.

## Leben
Hugo Alexander Eisenhart wurde am 8. Januar 1811 in Wolmirstedt geboren. Auf einem Magdeburger Gymnasium vorgebildet, studierte er an der Universität Halle Rechts-, Staatswissenschaften sowie Philosophie. Während seines Studiums wurde er 1830 Mitglied der Alten Halleschen Burschenschaft Germania. 1832 an die Universität Berlin gewechselt, widmete er sich unter Friedrich Raumer der Nationalökonomie sowie der Statistik. In Halle wurde er 1834 zum Doktor der Philosophie promoviert. Außerdem wollte er für Staatswissenschaften habilitiert werden, doch die Habilitation wurde abgewiesen, da der Historiker Heinrich Leo Eisenhart Dilettantismus vorwarf.
Ein weiteres Mal bemühte sich Eisenhart 1836 um seine Habilitation, aber erneut wurde sie abgelehnt. Nicht viel später bewarb er sich erneut  um eine Habilitation und es wurden Gutachter eingesetzt. Das Verfahren kam 1840 zum Entschluss, Eisenharts Meinungen seien „ziemlich bunt“, trotzdem wurde er zum Privatdozent der Staatswissenschaften ernannt. Außerdem hielt er Vorlesungen über Statistik und Politikwissenschaften. 1856 erhielt er eine außerordentliche Professur für Staats- und Verwaltungsrecht. Diese Disziplin wurde 1868 vom preußischen Ministerium an der juristischen Fakultät noch erweitert.
Eisenhart beschäftigte sich außerdem mit Geld- und Steuerwesen. Seit 1863 durfte er in Halle auch über die Geschichte der Nationalökonomie vorlesen. Am 19. Mai 1893 verstarb Eisenhart 82-jährig in Halle.
In einem seiner Werke kritisierte er den christlichen Fundamentalismus. In seinem Werk Die Götterdämmerung […] sprach er sich dafür aus, seines Erachtens unwichtige Bestandteile des Staates wie auch der Kirche müssen abgelegt werden. Ein weiteres seiner Werke, Runen, lässt sich derart interpretieren, dass er individualistische und naturrechtliche Auffassungen verbreiten wollte. Philosophie des Staates und Positives System der Volkswirtschaft lösten 1843/1844 eine Kontroverse aus. Weil er dort warnte, der „Pöbel“ könnte aufständerisch werden, handelte er sich das Misstrauen der preußischen Regierung ein. Dennoch unterstützte ihn die Hallenser philosophische Fakultät. Durch sein Werk über die Geschichte der Nationalökonomie verschuf sich Eisenhart bei seinen Zeitgenossen hohes Ansehen und wurde deshalb auch in mehrere ökonomische Lexika aufgenommen.

## Werke
- Qua origo gentis Habsburgo-Ausriacae ex diplomatis et scriptoribus aequalibus demonstratur (Dissertation; Halle 1834)
- Sankt Georg: Ein Versuch zur Begründung des Neuhegelianismus mitgeteilt auf Veranlassung des Richard Rotheschen Ausfalls gegen die Kirche (um 1838)
- Die Götterdämmerung: Ein Versuch zur Begründung des angewandten Neuhegelianismus mit einer streitbaren Zuneigung an J. Görres über die heilige Dreieinigkeit
- Runen: Versuch einer Erscheinungslehre des Reichs veranlasst durch die Staatsbegriffe der Herrn Stahl und Leo, mit einem Vorwort an David Strauss über den Grund seiner Verwechslung des Heilands mit dem Gemeinsamen
- Philosophie des Staates oder Allgemeine Sozialtheorie (vor 1844)
- Positives System der Volkswirtschaft oder Ökonomische Sozialtheorie (vor 1844)
- Kunst der Besteuerung (1868)
- Geschichte der Nationalökonomik (1882)